# Sitobion himalayensis
Sitobion himalayensis är en insektsart. Sitobion himalayensis ingår i släktet Sitobion och familjen långrörsbladlöss. Inga underarter finns listade i Catalogue of Life.